# Liberty Island
Liberty Island è un isolotto situato nella foce del fiume Hudson, nella baia di New York. È famosa in particolare al pubblico di tutto il mondo per essere l'isola sulla quale sorge la statua della Libertà; quest'isolotto prende il nome di Liberty proprio per fare richiamo alla statua (in italiano Liberty Island significa appunto Isola della Libertà): in precedenza si chiamava Bedloe's Island.

## Caratteristiche
Presentante la forma di una stella a 11 punte, l'isola venne ideata nel 1885 dall'architetto Daniel McCasde, per rendere la baia della città più verde e lussureggiante con l'arrivo della statua della Libertà.
Sebbene l'isola si trovi nel territorio del New Jersey, è comunque territorio sotto la giurisdizione dello Stato di New York.